# 尤利娅·巴卡斯托娃
尤利娅·亚历山德里芙娜·巴卡斯托娃（烏克蘭語：Юлія Олександрівна Бакастова，1996年6月26日—），乌克兰女子击剑运动员，2019年世界军人运动会女子佩剑团体铜牌得主、2024年夏季奥林匹克运动会女子佩剑团体金牌得主。